# Izbica (gemeente)
De gemeente Izbica is een landgemeente in het Poolse woiwodschap Lublin, in powiat Krasnostawski.
De zetel van de gemeente is in Izbica.
Op 30 juni 2004 telde de gemeente 9 019 inwoners.

## Oppervlakte gegevens
In 2002 bedroeg de totale oppervlakte van gemeente Izbica 138,66 km², waarvan:
- agrarisch gebied: 75%
- bossen: 18%

De gemeente beslaat 12,19% van de totale oppervlakte van de powiat.

## Demografie
Stand op 30 juni 2004:
| Omschrijving                   | Totaal | Totaal | Vrouwen | Vrouwen | Mannen | Mannen |
| ------------------------------ | ------ | ------ | ------- | ------- | ------ | ------ |
| eenheid                        | aantal | %      | aantal  | %       | aantal | %      |
| inwoners                       | 9 019  | 100    | 4 593   | 50,9    | 4 426  | 49,1   |
| bevolkingsdichtheid (inw./km²) | 65     | 65     | 33,1    | 33,1    | 31,9   | 31,9   |

In 2002 bedroeg het gemiddelde inkomen per inwoner 1 207,26 zł.

## Administratieve plaatsen (sołectwo)
Bobliwo, Dworzyska, Izbica (sołectwa: Izbica-Osada en Izbica-Wieś), Kryniczki, Majdan Krynicki, Mchy, Orłów Drewniany, Orłów Drewniany-Kolonia, Orłów Murowany, Orłów Murowany-Kolonia, Ostrzyca, Ostrówek, Romanów, Stryjów, Tarnogóra, Tarnogóra-Kolonia, Tarzymiechy Drugie, Tarzymiechy Pierwsze, Tarzymiechy Trzecie, Topola, Wał, Wirkowice Drugie, Wirkowice Pierwsze, Wólka Orłowska, Zalesie.

## Aangrenzende gemeenten
Gorzków, Krasnystaw, Kraśniczyn, Nielisz, Rudnik, Skierbieszów, Stary Zamość